# Старое Берёзово
Ста́рое Берёзово — село в Сасовском районе Рязанской области России. Входит в состав Новоберёзовского сельского поселения.

## Географическое положение
Находится в южной части Сасовского района, в 24 км к югу от райцентра на реке Цна.
Ближайшие населённые пункты:

— деревня Тархань в 0,5 км к юго-востоку;

— село Новое Берёзово — примыкает с северо-запада.
Ближайшая железнодорожная станция Сасово в 24 км к северу по асфальтированной дороге.

## Природа
Зона лесостепи. Естественные леса отсутствуют.

### Климат
Климат умеренно континентальный с умеренно жарким летом (средняя температура июля +19 °С) и относительно холодной зимой (средняя температура января -11 °С). Осадков выпадает около 600 мм в год.

### Рельеф
Высота над уровнем моря 90—104 м.

### Гидрография
Село протянулось почти на два километра вдоль левого берега Цны.

### Почвы
В долине и пойме Цны почвы аллювиальные (суглинки и супеси), выше, к юго-западу переходящие в чернозём.

## История
Усадьба известна с последней трети XVII века. В конце XVIII века принадлежала полковнику И.А. Молчанову, в первой четверти XIX века дворянке Н.Ф. Протасьевой (1776-1840), вышедшей замуж за писателя из кружка просветителя Н.И. Новикова, уездного предводителя дворянства князя П.Н. Енгалычева (1769-1829) и затем их дочери княжне А.П. Енгалычевой. В начале XX века по родству усадьба переходит генералу князю Н.А. Енгалычеву (ум. 1914), женатому на О.В. Александровой (ум. 1929).
Сохранилась церковь Богоявления 1802 года в стиле классицизм с трапезной второй половины XIX века и здание церковно-приходской школы.
Князя П.Н. Енгалячева, его дочь княжну А.П. Енгалычеву и возможно других членов семьи портретировал О.А. Кипренский, В.Л. Боровиковский и Д.Г. Левицкий.
В 1893 г. Старое Берёзово входило в Ново-Берёзовскую волость Шацкого уезда Тамбовской губернии. С 2004 г. и до настоящего времени входит в состав Новоберёзовского сельского поселения. До этого момента входило в Новоберёзовский сельский округ.
Исследование истории Новоберезовского поселения изложено на официальном сайте Администрации Новоберезовского сельского поселения http://novoberezovskoye.gov62.ru.

## Население
| 1981 | 1989 | 2002 | 2010 |
| ---- | ---- | ---- | ---- |
| 550  | ↘469 | ↘431 | ↘349 |

## Инфраструктура

### Дорожная сеть
Через село проходит асфальтированная дорога межрайонного значения Алёшино — Ямбирно. В селе три улицы: Ленина, Набережная, Придорожная.

### Транспорт
Связь с райцентром осуществляется автобусным маршрутом пригородного значения № 106 Сасово — Ямбирно. Автобусы средней вместимости (ПАЗ-3205) курсируют ежедневно, три раза в сутки.

### Связь
Работает почтовое отделение связи — индекс 391458 (до 01.01.2000 — 391623). Обслуживает населённые пункты Новоберёзовского сельского поселения Старое Берёзово, Новое Берёзово, Тархань.
Электроэнергию село получает по транзитной ЛЭП 10 кВ, от подстанции 35/10 кВ "Студенец" (резерв от подстанции 110/35/10 кВ "Теньсюпино").

### Образование
Работает Староберёзовская основная общеобразовательная школа, являющаяся филиалом Малостуденецкой.